# Lil Wayne
Lil Wayne, pseudonimo di Dwayne Michael Carter Jr. (New Orleans, 27 settembre 1982), è un rapper e produttore discografico statunitense. Riconosciuto come uno degli artisti hip-hop più influenti di tutti i tempi, ha raggiunto la fama internazionale dagli anni 2000, vendendo in tutto il mondo oltre 100 milioni di dischi fra album e singoli digitali, venendo insignito fin dagli esordi con numerose premiazioni, inclusi 5 Grammy Awards, 11 BET Awards, 4 Billboard Music Awards, 4 Soul Train Music Award e 2 MTV Video Music Awards. BMI ha riconosciuto l'artista come Urban Songwriter of the Year nel 2010 e nel 2018 l'I am Hip Hop Awards ai Bet Hip Hop Awards.
Dall'inizio della sua carriera ha pubblicato 13 album, debuttando 5 volte alla prima posizione della Billboard 200, ed entrando nelle top10 di Canada, Australia e Regno Unito. Grazie ai singoli e collaborazioni di successo, è il terzo artista con più entrate nella Billboard Hot 100 (163) e secondo per permanenza, con 326 settimane consecutive.
L'artista ha collaborato, composto e scritto brani con numerosi artisti del genere rap/hip-hop come Jay-Z, Eminem, Big Sean, Future, 2 Chainz, Kanye West, Diddy, Kendrick Lamar e Nicki Minaj. Si è cimentato con artisti R&B, come le Destiny's Child, Kelly Rowland, Solange, Ashanti, Chris Brown e The Weeknd, artisti latinoamericani come Shakira, Jennifer Lopez e Enrique Iglesias e pop, tra cui Madonna, Ariana Grande, Demi Lovato e Justin Bieber.
Il rapper è fondatore dell'etichetta discografica Young Money Entertainment e socio di Jay-Z nella piattaforma di streaming Tidal.

## Biografia
Dwayne Michael Carter Jr, nasce a New Orleans, in Louisiana, da una cuoca diciannovenne e da Dwayne Carter Turner. A due anni i suoi genitori originari della Nigeria divorziarono e il padre abbandonò permanentemente la famiglia. Studiò presso la Lafayette Elementary School e successivamente nella compagnia teatrale della Eleanor McMain Secondary School.
Nato e cresciuto nel malfamato quartiere di Hollygrove, si interessa al rap già all'età di 7 anni. Nell'estate del 1991 incontra Bryan Williams, meglio conosciuto con lo pseudonimo di Birdman, famoso rapper e cofondatore della Cash Money Records, il quale viene subito colpito dal talento del giovane. Per farsi conoscere, Lil Wayne registrò infatti un pezzo freestyle sulla segreteria telefonica di Williams, che decise così di prenderlo sotto la sua custodia, fino a farlo entrare nella "famiglia" Cash Money, all'età di 11 anni.
Ha inciso il suo primo album, True Story, in collaborazione con il rapper B.G. (all'epoca quattordicenne) all'età di 12 anni. Il duo venne pubblicizzato come The BG'z. All'età di 14 anni, nonostante una carriera scolastica nella norma, decide di abbandonare gli studi per dedicarsi completamente alla carriera da artista. In un'intervista pubblicata sulla rivista Blender, Lil Wayne ha rivelato che uno dei suoi gruppi preferiti fin dall'infanzia sono i Nirvana, aggiungendo che proprio questo gruppo rock ha influenzato molto la sua musica.

### 1997-2004: Gli Hot Boys e i primi tre album da solista eTha Carter

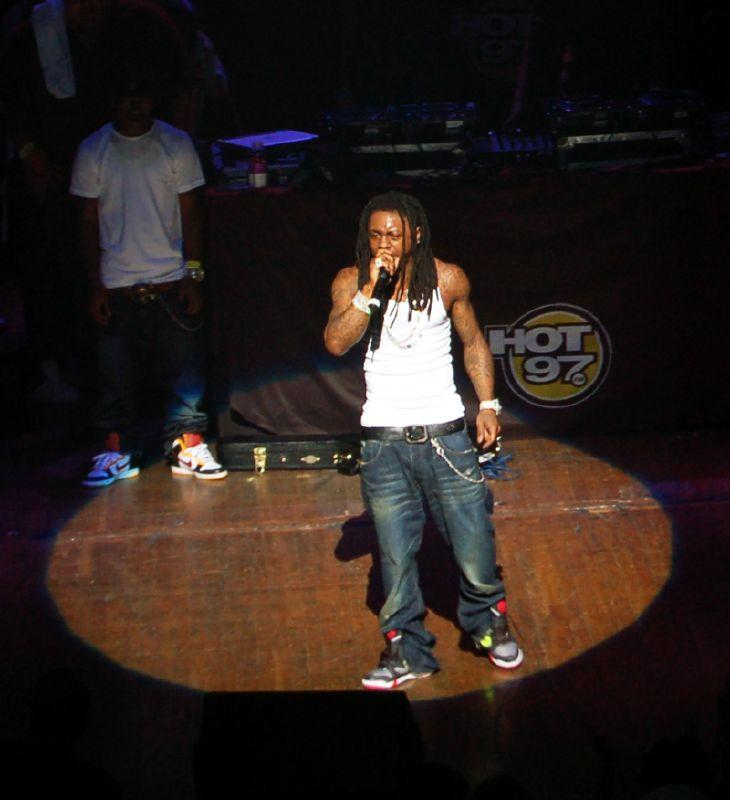
Lil Wayne in concerto

Inizia la sua attività nel duo B.G.'z composto da lui stesso e Lil Doogie, che poi diventerà B.G.. Nel 1997 entra nel gruppo Hot Boys, con Juvenile, B.G. e Young Turk, pubblicando l'album Get It How U Live che debutta alla prima posizione della US Top R&B/Hip-Hop Albums e quinta della Billboard 200, con 400 000 copie vendute in totale. Grazie a questo successo la Cash Money si assicura un contratto di distribuzione con la Universal Records. Partecipa ai primi volumi di How U Love That? dei Big Tymers, 400 Degreez di Juvenile e Chopper City In The Ghetto di B.G. diventato disco d'oro. Insieme agli Hot Boys pubblica Guerrilla e numerosi singoli di discreto successo.
Debutta da solista nel 1999 con l'album Tha Block Is Hot, anche se sono ancora presenti considerevoli contributi degli Hot Boys. L'album entra nella top 3 della Billboard 200 e vende oltre un milione di copie negli Stati Uniti. Il primo singolo estratto è "Tha block is hot" , dopo il quale il rapper partecipa anche al singolo "Bling Bling" con B.G., Juvenile e Big Tymers. Nel 2000 esce Lights Out, che subito non ottiene un grandissimo successo, debuttano alla posizione 16 della Billboard 200, ma viene comunque certificato disco d'oro dalla RIAA.
Nel 2001 alcune fan deluse spararono a Lil Wayne mentre si trovava sul suo bus colpendolo al petto. In un'intervista, il rapper rivelò che "il proiettile non è andato in profondità perché è stato rallentato dal vetro"
Il terzo album, 500 Degreez, viene pubblicato nel 2002, e presenta contributi significativi di Mannie Fresh e degli Hot Boys. Il nuovo progetto musicale riscontra però un successo inferiore rispetto al debutto come solista, raggiungendo la posizione numero sei della Billboard 200 e uno della US Top R&B/Hip-Hop Albums, arrivando a vendere 500 000 copie. Il titolo di quest'album fa riferimento a un altro disco, 400 Degreez, realizzato da Juvenile.
Nell'estate 2004 esce Tha Carter, quarto album in studio il cui nome diverrà il primo dei sei album omonimi seguiti da numero romano che ne identifica la successione temporale. Il disco ottiene buoni risultati, vendendo oltre 2 milione di copie solo negli Stati Uniti, debuttando alla quinta posizione della Billboard 200. Il singolo estratto "Go DJ" entra nella Top5 della US Hot R&B/Hip-Hop Singles. Dopo la pubblicazione di Tha Carter, Lil Wayne collabora con le Destiny's Child, all'epoca formato da Beyoncé, Kelly Rowland e Michelle Williams, e T.I. nel singolo "Soldier", divenuto un successo commerciale con oltre 2 milioni di copie vendute, debuttando nelle Top10 di dieci paesi europei, incluso Regno Unito, Italia e Irlanda, oltre che nella Top5 della classifica australiana. Negli Stati Uniti debutta alla terza posizione della Billboard Hot 100 e della US Hot R&B/Hip-Hop Songs, divenendo il primo top10 di Lil Wayne nella classifica. Grazie alla collaborazione Lil Wayne viene nominato per la prima volta ai Grammy Awards nella categoria Best Rap/Sung Collaboration, agli MTV Video Music Awards come Best Group Video e ai BET Awards.

### 2005-2007:Tha Carter II,Like Father, Like Sone collaborazioni
Nel dicembre del 2005 viene pubblicato Tha Carter II, che solo nella prima settimana venderà oltre 230 000 copie, fino ad arrivare a 2 milioni di copie vendute, debuttando alla prima posizione degli album rap statunitensi e seconda della Billboard 200. Da questo album verranno estratti singoli come Fireman, Hustler Muzik, Grow man e Shooter. Nel 2005 Lil Wayne viene nominato Presidente della Cash Money, e successivamente fonda la Young Money Entertainment, sempre sotto l'impronta Cash Money. Nel tardo 2007, tuttavia, ha riferito di essersi dimesso dalla direzione di entrambe le etichette e di aver affidato la gestione della Young Money a Cortez Bryant.
Nel 2006, collabora con il rapper Birdman e pubblica l'album Like Father, Like Son, il cui primo singolo, Stuntin' Like My Daddy, raggiunge la posizione nº 21 della Billboard Hot 100 e fa ottenere al rapper il primo BET Award. Gli anni seguenti vedono Lil Wayne impegnato nella realizzazione di molti Mixtapes, tra i quali Dedication 2 (in cui è presente la traccia Georgia Bush, nella quale il rapper critica l'ex Presidente degli Stati Uniti George W. Bush riguardo l'operato seguente all'uragano Katrina che aveva colpito New Orleans) e Da Drought 3.
Nonostante la pausa che si era preso per quanto riguarda la pubblicazione di album ufficiali, Lil Wayne compare in numerosi singoli, come ad esempio "Gimme That" di Chris Brown, "Make It Rain" di Fat Joe, "Sweetest Girl" di Wyclef Jean con Akon e il Remix di "I'm So Hood" di DJ Khaled. Tutti questi singoli sono stati classificati nei primi 20 posti della classifica Billboard Hot 100, Hot Rap Tracks e Hot R&B/Hip-Hop Songs. Lil Wayne è apparso nei singoli "100 Million" e "I Run This" di Birdman, e collabora anche su brani tratti dagli album Getback di Little Brother, American Gangster di Jay-Z, e Graduation di Kanye West e Insomniac di Enrique Iglesias. "Make it Rain", una produzione di Scott Storch, ha raggiunto il numero 13 nella Billboard Hot 100 ed è stata nominata per il Grammy Awards come Best Rap Performance by a Duo or Group.

### 2008-2009:Tha Carter III,We Are Young Money ecollaborazioni

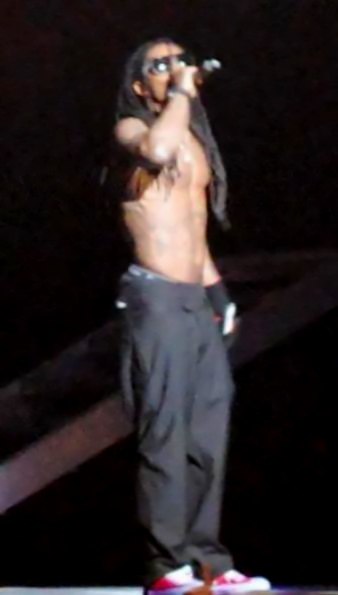
Lil Wayne si esibisce alla Rogers Arena a Vancouver.

Il 10 giugno 2008 esce Tha Carter III, che anche grazie al successo del singolo "Lollipop" con la collaborazione di Static Major,che verrà a mancare dopo pochi giorni dalla registrazione a causa di un aneurisma cerebrale, vende solo nella prima settimana oltre un milione di copie piazzandosi al primo posto delle classifiche statunitensi, entrando inoltre nelle classifiche di Regno Unito, Canada, Australia e Nuova Zelanda. Tha Carter III ha venduto successivamente oltre 3,5 milioni di copie negli U.S.A. e oltre 4 milioni di copie nel mondo, diventando così tra gli album di maggior successo di Lil Wayne. "Lollipop" diviene uno dei singoli di maggior successo del rapper con il secondo debutto più alto dopo "Soldier" con le Destiny's Child (2004) trascorrendo cinque settimane non consecutive alla prima posizione della Billboard Hot 100 e vendendo oltre 4 milioni di copie negli Stati Uniti. Rilascia successivamente il singolo "A Milli", che raggiunge la sesta posizione delle Billboard Hot 100 e prima della US Hot R&B/Hip-Hop Songs, e il terzo singolo che raggiunge la top10 della Billboard Hot 100 "Got Money", vendendo complessivamente oltre 4 milioni di copie.
Sempre nel 2008 collabora con Beyoncé e Usher in "Love in This Club Part II" , che raggiunge la prima posizione della US Hot R&B/Hip-Hop Songs, con T.I., Jay-Z e Kanye West in "Swagga like Us", che raggiunge la posizione numero 5 della Billboard Hot 100 e vende oltre un milione di copie, e collabora e partecipa in numerose performance agli MTV Video Music Awards, BET Awards e agli CMA Awards, con Leona Lewis, Jay-Z, Will.i.am, Kid Rock e Solange. Ai Grammy Awards Lil Wayne riceve otto nomine, tra cui Album of the Year, vincendo quattro categorie: Best Rap Album per Tha Carter III, Best Rap Solo Performance per "A Milli", Best Rap Song per "Lollipop" e Best Rap Performance by a Duo or Group con "Swagga like Us". Ottiene inoltre sei BET Hip-Hop Awards tra cui Album of the Year, il primo MTV Video Music Awards per "Lollipop" come Best Hip Hop Video, un MTV Europe Music Awards e il World Music Award come World's Best Selling Hip-Hop Artist.
Nel 2009 Lil Wayne collabora in numerosi singoli di successo "Down" con Jay Sean, divenendo il secondo singolo del rapper a debuttare alla prima posizione della Billboard Hot 100 vendendo oltre 7 milioni di copie in tutto il mondo, "Forever" con Drake, Eminem, Kanye West, raggiungendo la top10 della Billboard Hot 100 e oltre 7 milioni di copie, "I Can Transform Ya" con Chris Brown, "Give It Up to Me" con Shakira e "Revolver" con Madonna. Il 23 dicembre 2009, Wayne ha pubblicato un album in collaborazione con Young Money, We Are Young Money, debuttando alla nona posizione della Billboard 200 e prima della US Rap Albums, sostenuto dal singolo principale "Every Girl".

### 2010–13:Rebirth, I Am Not a Human Beingseries eTha Carter IV
Il 2 febbraio 2010 pubblica un nuovo disco, Rebirth, un album particolare in quanto, nonostante rimangano evidenti tracce di hip-hop, è di genere rock. Nel disco sono presenti collaborazioni con artisti come Eminem, Kevin Rudolf e Nicki Minaj. Il primo singolo estratto è Prom Queen, che raggiungerà la posizione nº 15 della Billboard Hot 100. Collabora inoltre nel 2009 con Shakira e Timbaland nel singolo Give It Up To Me, destinato al solo mercato statunitense, e con Soulja Boy nel remix di Turn My Swag On. Dopo circa un mese dall'uscita di Rebirth, più precisamente l'8 marzo 2010, Lil Wayne viene condannato ad un anno di carcere per detenzione illegale d'arma da fuoco (carica), che si ridurrà poi a otto mesi grazie alla buona condotta.
Mentre sconta la condanna, il 27 settembre 2010 (il giorno del suo 28º compleanno), esce il suo nuovo album I Am Not a Human Being in formato digitale scaricabile da internet. L'album vero e proprio esce invece il 12 ottobre 2010 e il 2 novembre 2010 diventa disco d'oro. Nel periodo post-detenzione, il rapper si dedica soprattutto ai suoi hobby (tra cui le partite dell'NBA e di football americano) e a diverse collaborazioni, tra le quali quelle con Jay Sean in Hit the lights, con Birdman, Mack Maine & T-Pain in I get money e con Dj Khaled, Rick Ross, Piles & T-Pain in Welcome to my hood. Lil Wayne è presente anche nel nuovo album di Mary J. Blige intitolato My Life II; infatti, canta con la regina del R'n'B e con P. Diddy nel singolo Someone to love me (Naked).
Nei primi mesi del 2011 continua a collaborare con numerosi pezzi grossi della scena musicale mondiale in varie canzoni, tra le quali Look at me now (ft. Chris Brown & Busta Rhymes), Motivation (ft. Kelly Rowland), Red Nation (ft. The Game) e I'm into you (ft. Jennifer Lopez). Nonostante le svariate collaborazioni, trova anche il tempo per lavorare per l'uscita del suo 9º disco ufficiale, Tha Carter IV, pubblicato il 29 agosto 2011. Primo singolo estratto dal nuovo album è 6 Foot 7 Foot (ft. Cory Gunz) che ottiene subito un buon successo. Successivamente esce anche il secondo singolo dell'album, John (If I die today), in collaborazione con Rick Ross seguito da She will (ft. Drake) e How to love.
Tha Carter IV, come da aspettative, debutta alla posizione nº1 della Billboard 200 con 964 000 copie vendute negli Stati Uniti d'America solo nella prima settimana. Qualche mese prima della pubblicazione di Tha Carter IV, Lil Wayne trova il modo per scusarsi con i fan per l'attesa del disco ufficiale (la cui uscita era inizialmente prevista per fine giugno 2011) pubblicando un Mixtape, intitolato proprio Sorry 4 the wait.

### 2014-2017: la non pubblicazione diTha Carter V,Free Weezye collaborazioni

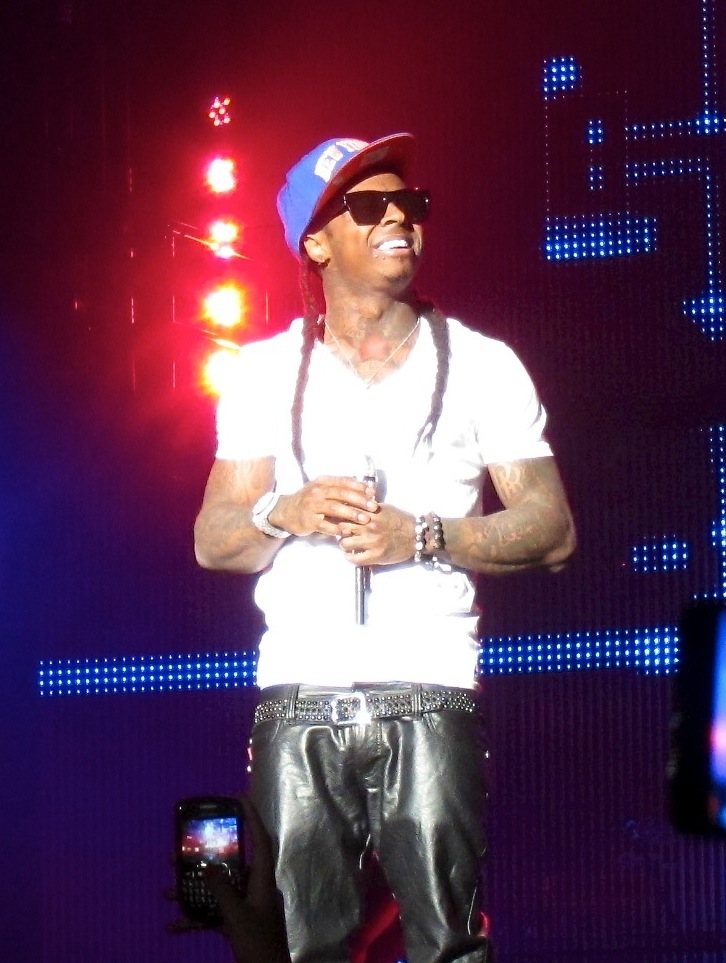
Lil Wayne in concerto a Long Island.

Dopo vari annunci susseguitisi nei primi mesi del 2014, viene finalmente indicata come data di uscita di quel che dovrebbe essere l'ultimo album di Lil Wayne, Tha Carter V, ovvero il 5 maggio del 2014. La sua uscita è stata però oggetto di numerosi rinvii, fino alla notizia della sua definitiva sospensione, a causa di problemi con la Cash Money Records e il rapper Birdman. Nonostante i problemi con l'etichetta discografica, nel 2014, collabora con Nicki Minaj, Drake e Chris Brown nei singolo "Only" e "Truffle Butter", estratti dall'album della Minaj The Pinkprint, ricevendo due nomine ai Grammy Awards, oltre al singolo che doveva essere di lancio del proprio album "Believe Me" con Drake.
I due artisti non si sono mai del tutto riappacificati, e prova di questo è il mixtape rilasciato da Lil Wayne nel 2015, Sorry for the wait 2, sequel dell'omonimo tape del 2011. In questo lavoro, Wayne dissa apertamente la sua etichetta e la persona di Birdman, con il quale giura di non voler più avere nulla a che fare. E qui che Lil Wayne sposa l'idea imprenditoriale di Jay-Z di TIDAL, di cui diviene socio. Tramite questo portale, sempre nel 2015, pubblica Free Weezy Album, sotto le etichette Young Money Entertainment e Republic Records.
Nel 2016 incide il brano "Sucker for Pain" assieme a Wiz Khalifa, gli Imagine Dragons, Logic, Ty Dolla Sign e gli X Ambassadors, estratto dalla colonna sonora del film Suicide Squad. Lo stesso anno, Lil Wayne compare nell'album Dangerous Woman di Ariana Grande con la traccia "Let Me Love You", in nove tracce del terzo album ColleGrove di 2 Chainz di cui è inoltre produttore esecutivo, e nel brano "Mad" presente in A Seat at the Table di Solange. È presente con 2 Chainznel brano "No Problem" di Chance the Rapper che ottiene due nomine ai Grammy Awards nelle categorie Best Rap Song e Best Rap Performance, vincendo quest'ultima.
Nel marzo 2017 collabora con Nicki Minaj e Drake nel singolo No Frauds, singolo della rapper statunitense in risposta alle accuse nei suoi confronti da Remy Ma. Il 28 aprile 2017 viene rilasciata la collaborazione "I'm the One" con Justin Bieber, Quavo, Chance the Rapper estratta dall'album Grateful di DJ Khaled. Il singolo debutta alla prima posizione della Billboard Hot 100 e diviene il primo numero uno per il rapper nella Uk Singles Chart, vendendo in totale oltre 7 milioni di copie negli Stati Uniti e 10 milioni globalmente.
Successivamente collabora con Bebe Rexha in "The Way I Are (Dance with Somebody)", con Ty Dolla Sign e altre due collaborazioni con la Minaj presenti nell'album Queen, tra cui "Light My Body Up" con il dj francofono David Guetta. È presente inoltre nell'album Tell Me You Love Me di Demi Lovato, e collabora con B.o.B, Juicy J, Gucci Mane e Future.

### 2018-presente:Tha Carter V, Funeral e Trust Fund Babies
Il 28 settembre 2018, dopo quasi 6 anni di rinvii, debutta con Tha Carter V, album contenente svariati featuring, tra cui XXXTentacion, Travis Scott, Nicki Minaj, Kendrick Lamar, Sosamann, Reginae Carter, Snoop Dogg, Ashanti e Mack Maine, e infine Nivea, per un totale di 23 brani. L'album debutta alla prima posizione della Billboard 200 con 440.000 copie, arrivando entro la fine dell'anno al milione ricevendo la certificazione di platino dalla RIAA. Entra inoltre alla prima posizione in Canada e nelle Top5 di Regno Unito, Australia, Germania, Irlanda e Svezia. Ventidue brani dell'album entrano nella Billboard Hot 100, tra ciò il primo estratto "Uproar" che raggiunge la posizione numero sette, vendendo un milione di copie negli Stati Uniti. I successivi due singoli scelti "Mona Lisa" e "Don't Cry" debuttano rispettivamente alla seconda e quinta posizione della classifica.
Il 31 gennaio 2020 pubblica il suo settimo album in studio Funeral che riscuote un successo inferiore al precedente album sia in termini di vendite nelle prime settimane globalmente che da parte della critica. Riesce però a divenire il quinto album in studio a debuttare alla prima posizione della Billboard 200 con 139 unità. L'album vede la partecipazione di Adam Levine, Big Sean e 2 Chainz. Nello stesso giorno viene inoltre estratto il brano "I Do It" come singolo.
Il 1° ottobre 2021 pubblica l'album Trust Fund Babies, in collaborazione con Rich the Kid.

## Vita privata e problemi con la giustizia

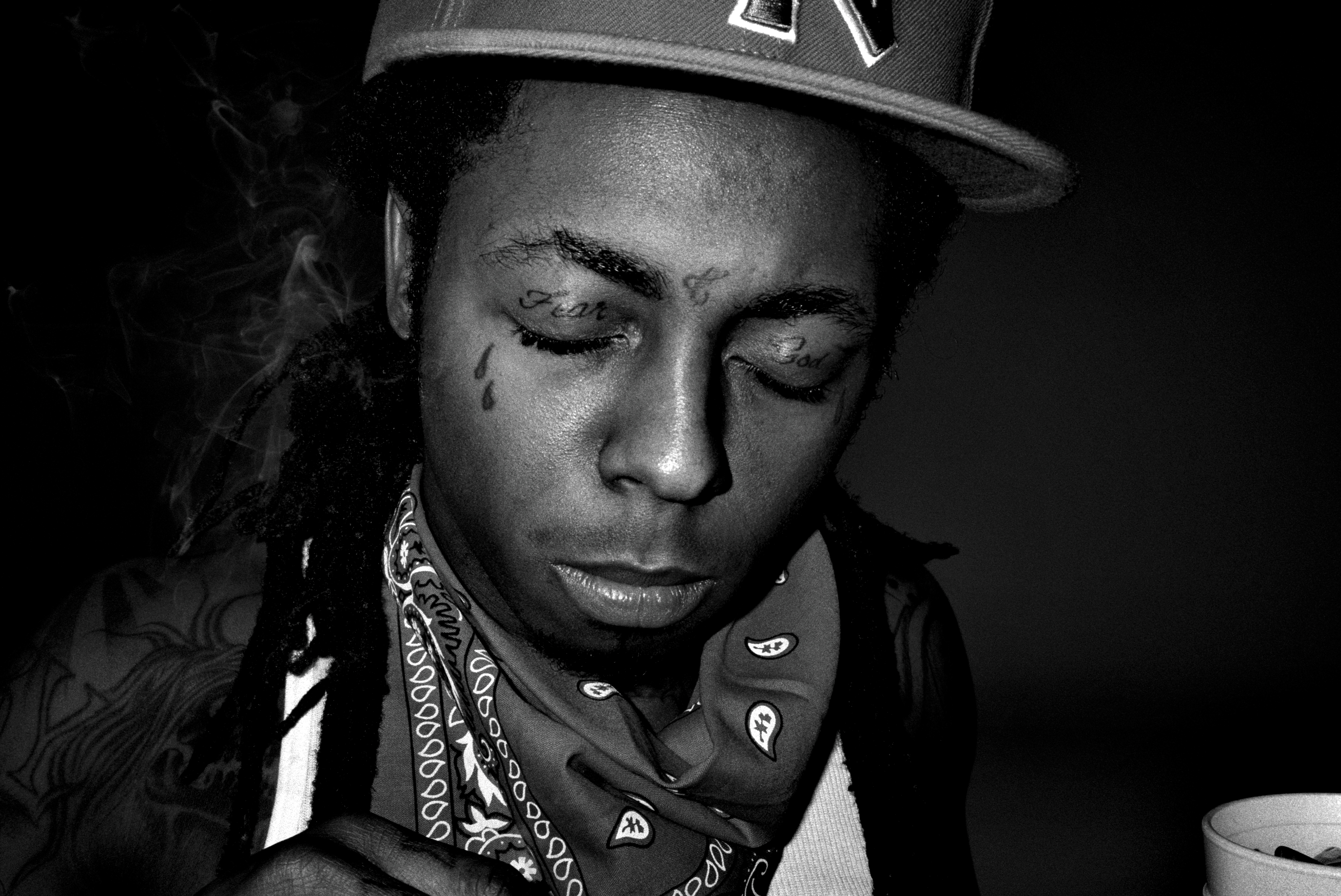
Lil Wayne fotografato da RJ Shaughnessy.

Lil Wayne ha 4 figli. La primogenita, Reginae, è nata nel 1998, quando il rapper aveva solamente 16 anni dalla relazione con Antonia Johnson. La coppia si è sposata nel 2004 e ha divorziato due anni più tardi. Il suo secondo figlio, Dwayne III, è nato il 22 ottobre 2008 dalla relazione con la speaker radiofonica Sarah Vivian. Nel 2009 diventa nuovamente padre di due figli: Samuel, avuto dall'attrice Lauren London, nato il 9 settembre e Neal, avuto dalla cantante Nivea, nato il 30 novembre. Dalla relazione con la rapper Trina era in attesa del suo quinto figlio, ma la compagna ha avuto un aborto spontaneo. Dal giugno 2014 inizia una relazione con la cantante e ballerina Christina Milian, chiudendola l'anno successivo. Dal 2019 si fidanza con modella La'Tecia Thomas.
Il 22 luglio 2007, Lil Wayne viene arrestato a New York dopo una performance al Teatro Beacon: degli agenti lo colsero insieme ad un'altra persona mentre fumava marijuana. Dopo aver messo sotto custodia Lil Wayne, i poliziotti trovarono in una borsa nel suo bus anche una pistola calibro 40. Il 22 ottobre 2009, il rapper si è dichiarato colpevole di possesso illegale d'arma da fuoco, accettando così la pena ad un anno di detenzione. L'inizio della pena era previsto per il 9 febbraio 2010, ma un intervento ai denti del rapper e l'incendio del tribunale lo hanno fatto slittare fino all'8 marzo 2010. Nonostante la pena inflittagli sia stata di un anno, grazie alla buona condotta, il rapper sconta solo 8 mesi, uscendo così dal carcere di Riker Island (New York) il 4 novembre 2010.
Lil Wayne ha partecipato a diverse iniziative per aiutare le vittime dell'Uragano Katrina, inclusa una personale donazione di $2.000.000.

## The Carter Documentary
The Carter Documentary è un film-documentario sul rapper Lil Wayne. Il film, uscito nel 2009, è stato diretto da Adam Bhala Lough. Le riprese risalgono al periodo prima e poco dopo l'uscita di Tha Carter III ed è stato quindi girato tra il 2007 e il 2008. Anche se inizialmente il rapper era d'accordo sulla realizzazione del documentario, con il tempo cambiò idea e contestò l'uscita del film dopo la seconda proiezione al Sundance Film Festival 2009. Evidentemente i tentativi di bloccare il film sono scaturiti dal fatto che nel documentario erano presenti scene in cui fuma marijuana e mentre prepara il cosiddetto Sizzurp, un cocktail di sprite in genere (o fanta) contenente codeina sotto forma di sciroppo per la tosse.
Nonostante i tentativi di non farlo pubblicare da parte dell'interessato, il documentario viene distribuito il 17 novembre 2009 in maniera indipendente, scalando le classifiche dei film più scaricati da iTunes nella prima settimana, tanto che The Huffington Post lo ha definito "uno dei cinque più grandi documentari Hip-Hop di tutti i tempi".

## Discografia
- 1999 – Tha Block Is Hot
- 2000 – Lights Out
- 2002 – 500 Degreez
- 2004 – Tha Carter
- 2005 – Tha Carter II
- 2008 – Tha Carter III
- 2010 – Rebirth
- 2010 – I Am Not a Human Being
- 2011 – Tha Carter IV
- 2013 – I Am Not a Human Being 2
- 2015 – Free Weezy Album
- 2018 – Tha Carter V
- 2020 – Funeral
- 2025 - Tha Carter VI[97]

## Filmografia

### Film
- Hurricane Season (2008)
- The Carter Documentary (2009)

### TV
- Access Granted (2007)
- The Boondocks (2007)